# Veinticinco de Agosto
Veinticinco de Agosto és una localitat de l'Uruguai ubicada a l'extrem sud del departament de Florida, sobre el límit amb Canelones i San José. Té una població aproximada de 1.794 habitants, segons les dades del cens del 2004.
El poble rep el seu nom de l'aniversari de la independència de l'Uruguai, el 25 d'agost de 1825. Es troba a 19 metres sobre el nivell del mar.
| 1963  | 1975  | 1985  | 1996  | 2004  |
| ----- | ----- | ----- | ----- | ----- |
| 1.586 | 1.750 | 1.711 | 1.727 | 1.794 |